# François Fériol
François Fériol, né le 7 mai 1739 à Châtillon-en-Michaille (aujourd'hui dans l'Ain) et mort le 28 octobre 1813 à Aix-en-Provence (Bouches-du-Rhône), est un général de la révolution française.

## États de service
Il entre en service comme soldat au régiment de Nice.
En 1792-1793, il sert à l’Armée d’Italie, et le 7 décembre 1793, il est lieutenant-colonel du 2e bataillon de volontaires des Bouches-du-Rhône, et il est nommé commandant de la place de Bastia en 1794.
Il est promu général de brigade provisoire le 19 avril 1794, puis il rejoint l’armée d’Italie. Le 13 juin 1795, il ne fait pas partie de la réorganisation des états-majors.
Il est admis à la retraite le 24 mai 1798. Il se retire à Aix-en-Provence, où il meurt le 28 octobre 1813.

## Sources
- (en) « Generals Who Served in the French Army during the Period 1789 - 1814: Eberle to Exelmans »
- (pl) « Napoléon.org.pl »